# Herwin Jaya
Herwin Jaya (2 juli 1985) is een Indonesisch wielrenner. Hij kwam uit voor Polygon Sweet Nice Team. In 2010 won hij de Ronde van Indonesië.

## Overwinningen
2009
2e etappe Perlis Open
2010
5e etappe Ronde van Singkarak
1e etappe Ronde van Indonesië (ploegentijdrit)
Eindklassement Ronde van Indonesië

## Ploegen
- 2007 –  Polygon Sweet Nice Team
- 2008 –  Polygon Sweet Nice Team
- 2009 –  Polygon Sweet Nice Team
- 2010 –  Polygon Sweet Nice